# Övertorneå község
Övertorneå község (svédül: Övertorneå kommun) Svédország 290 községének egyike. 
A mai község 1969-ben jött létre.

## Települései
A községben 19 település található:
| Település     | Népesség | Megjegyzés         |
| ------------- | -------- | ------------------ |
| Övertorneå    |          | a község székhelye |
| Juoksengi     |          |                    |
| Hedenäset     |          |                    |
| Svanstein     |          |                    |
| Pello         |          |                    |
| Kuivakangas   |          |                    |
| Aapua         |          |                    |
| Poikijärvi    |          |                    |
| Rantajärvi    |          |                    |
| Neistenkangas |          |                    |
| Pudas         |          |                    |
| Haapakylä     |          |                    |
| Jänkisjärvi   |          |                    |
| Kukasjärvi    |          |                    |
| Kuusijärvi    |          |                    |
| Maaherra      |          |                    |
| Niemis        |          |                    |
| Vitsaniemi    |          |                    |
| Ylinenjärvi   |          |                    |

## Külső hivatkozások
- Hivatalos honlap